# Миямото Мусаши
Вижте пояснителната страница за други личности с името Мусаши.
Миямото Мусаши (宮本 武蔵 Miyamoto Musashi, 1584 – 13 юни 1645), известен още като Шинмен Такезо, Миямото Беносуке, Шинмен Мусаши-но-Ками Фудживара-но-Геншин, както и под будисткото си име Нитен Дораку e японски самурай и майстор на меча, превърнал се в легенда. Мусаши се прочува със забележителното си майсторство на фехтовач и множеството спечелени дуели още от ранна юношеска възраст. Той е основоположник на школата Ни Тен Ичи Рю и автор на Го Рин Но Шо (Ръкопис на петте пръстена) – книга за стратегията, тактиката и философията, която се изучава и до днес.

## Паметници
- Статуя на Миямото Мусаши.
- Храмът Мусаши.
- Мемориал Лион-Япония-Япония-Франция.
- Цокъл на Съюза.
- Будокан Мусаши.
- Паметник.